# 彩陶八角星纹豆
彩陶八角星纹豆，或称八角星纹彩陶豆、新石器时代大汶口文化彩陶八角星纹豆，1978年出土于山东省泰安市大汶口遗址第1013号墓（M1013:1），是一件典型的大汶口文化彩陶器。现藏于山东博物馆，属于禁止出境展览文物。

## 尺寸外观
彩陶八角星纹豆的口颈为26厘米，足径为14.5厘米，通高28.4厘米。

## 相关历史
在距今7000多年前的北辛文化时期，黄河下游地区开始出现彩陶器，到大汶口文化早期开始增多，中期达到成熟。八角星纹样在大汶口文化的彩陶器中较为多见，应是当地先民共同认可和喜爱的图案。